# 白濱亞嵐
白濱亞嵐（日语：／ Shirahama Alan ，1993年8月4日—）是日本的舞者、演員。GENERATIONS from EXILE TRIBE、EXILE的表演者。
在愛媛縣松山市成長、是LDH所屬艺人。

## 略歴

### 白濱亞嵐
稱呼與本名相同，愛媛縣松山市人，日本菲律宾混血，1993年8月4日生，身高173cm，血型：A型。同為GENERATIONS from EXILE TRIBE的成員。
2008年，開始在EXPG松山校上課。
2009年，於「第1屆劇團EXILE選拔會」合格而前往東京。
2010年4月，成為劇團EXILE風組成員。
2011年7月19日，被選為GENERATIONS的候選成員，而退出劇團EXILE風組。。
2012年4月17日，發表了成為GENERATIONS的正式成員。
2014年1月3日、由HIRO任命、成為GENERATIONS的隊長。
2014年4月27日，在『EXILE PERFORMER BATTLE AUDITION』合格而加入EXILE。
2015年10月31日、於「U･F･O 〜ELECTRIC HALLOWEEN〜 MIXed by PKCZ」的舞台中以DJ身份出道。
2020年10月31日在GENERATIONS 萬聖節演唱會「
LIVE×ONLINE INFINITY HALLOWEEN」宣布加入PKCZ，成為該團第四位DJ。

## 参加團體
- GENERATIONS from EXILE TRIBE（2011年7月 - ）
- EXILE（2014年4月 - ）
- PKCZ®（2020年10月 - ）

## 演出

### 電視劇
- ろくでなしBLUES（2011年7月 - 9月、日本電視台）飾演 沢村米示
- GTO（2012年7月 - 9月、關西電視台）飾演 堂島誠也
  - GTO 秋も鬼暴れスペシャル（2012年10月2日）
  - GTO 正月スペシャル! 冬休みも熱血授業だ（2013年1月2日）
  - GTO 完結編 〜さらば鬼塚! 卒業スペシャル〜（2013年4月2日）
- Sugarless（2012年10月 - 12月、日本電視台）飾演 主演・椎葉岳
- 僕らはみんな死んでいる♪（2014年7月 - 9月、TBS）主演・一ノ瀬ユアン
- HiGH＆LOW-THE STORY OF S.W.O.R.D.-（2015年10月22日 - 12月24日、日本電視台）飾演 BERNIC
  - HiGH&LOW Season2（2016年4月24日 - 6月26日）
- 暗夜英雄Naoto 第3話（2016年4月、東京電視台）- 片尾舞蹈表演[4]
- 小說王（2019年4月22日 - 7月、富士電視台） - 主演・吉田豊隆
- 貴族誕生-Prince Of Legend（2019年11月28日 - 12月26日、日本電視台）-主演・安藤シンタロウ
- M為了心愛的人（2020年4月8日 - 7月4日、朝日電視台）-飾演 流川翔
- 萌美子～雖然她有點怪（2021年3月20日、朝日電視台）-飾演 白濱亞嵐（本人）
- 別哭研修醫（2021年4月24日 - 6月26日、朝日電視台）-主演 雨野隆治
- 鋼盔（2022年8月10日、富士電視台）-客串 門口衛兵
- 真夏的灰姑娘（2023年7月10日 - 9月18日、富士電視台）-飾演 山內守
- 婚活奮鬥中 第1話（2024年1月17日、富士電視台）-客串 野村

### 電影
- セブンデイズ リポート（2014年）主演・前沢涼太[5]
- ROAD TO HiGH&LOW（2016年）飾演 BERNIE
  - HiGH&LOW THE MOVIE（2016年）
- 白晝的流星（2017年3月24日，東寶）飾演 馬村大輝[6]
- 貴族降臨-Prince Of Legend- (2020年)  主演 安藤シンタロウ (ドリー) [7]
- 信用詐欺師JP 公主篇 (2020年）飾演 安德魯•胡[8]
- 十萬分之一的愛情 (2020年）主演•桐谷蓮 （平佑奈雙主演)

### 舞台
- 劇団EXILE JUNCTION #1「Night Ballet」（2010年3月）飾演 ユウキ
- 劇団EXILE華組第三回公演「KILL THE BLACK」（2010年6月）飾演  天馬裕樹
- 劇団EXILE華組×風組合同公演「ろくでなしBLUES」（2010年12月）飾演 沢村米示
- リーディングドラマ「もしもキミが。」（2011年9月・12月）飾演 優基

### 配信劇
- 僕らはみんな死んでいる♪（2013年12月 -  2014年2月、NOTTV）飾演 主演・一ノ瀬ユアン

### 電視節目
- ワオ（2014年4月 - 9月、富士電視台）

### CM
- モイスト・ダイアン「エクストラシャイン」（2015年）
- サマンサタバサジャパンリミテッド「Samantha Vega」（2015年）[9]
- 樂敦製藥「OXY」（2016年）[10]
- 軟銀「スポナビライブ」（2016年 - ）
- Mixi 「TIPSTAR」 (2021年）[11]

### 配音
- マッツとヤンマとモブリさん 2（2014年） 飾演 白濱亞嵐

### PV
- 三代目J Soul Brothers「FIGHTERS」（2011年）

### 書籍
- ひみつごと。（2012年、集英社 ピンキー文庫）封面模特兒
  - ひみつごと。〈上〉ISBN 978-4086600521
  - ひみつごと。〈下〉ISBN 978-4086600552

## 寫真集
- TIMBRE（2017年11月21日）

## 備註
1. ↑  . nikkansports.com. 2010-04-18  [2015-01-03]. （原始内容存档于2019-05-15）.
2. ↑  . 劇団EXILE. 2011-07-19  [2014-07-02]. （原始内容存档于2014-11-12）.
3. ↑  EXILE新メンバー5人決定！HIRO「未来イメージして選んだ （页面存档备份，存于） - スポーツニッポン（2014年4月27日）
4. ↑  . モデルプレス. 2016-03-19  [2016-03-19]. （原始内容存档于2016-04-09）.
5. ↑  .   [2015-09-05]. （原始内容存档于2014-01-29）.
6. ↑  . コミックナタリー. 株式会社ナターシャ. 2016-10-13  [2016-10-13]. （原始内容存档于2017-02-10）.
7. ↑  . LDH  - LOVE + DREAM + HAPPINESS TO THE WORLD -.   [2022-06-19] （中文（臺灣））.
8. ↑  Inc, Natasha. . 映画ナタリー.   [2022-06-19]. （原始内容存档于2019-12-23） （日语）.
9. ↑  . ORICON STYLE. 2015-09-24  [2015-09-25]. （原始内容存档于2019-12-20）.
10. ↑  . MANTANWEB. 2016-03-25  [2016-03-25]. （原始内容存档于2017-03-05）.
11. ↑  Inc, Natasha. . 音楽ナタリー.   [2022-06-19]. （原始内容存档于2022-06-27） （日语）.

## 外部連結
- 白濱亜嵐｜PROFILE｜EXILE Official Website （页面存档备份，存于）
- 白濱亜嵐 Alan Shirahama的Instagram帳戶